# Апостериорная вероятность
Апостерио́рная вероя́тность — условная вероятность случайного события при условии того, что известны апостериорные данные, то есть полученные после опыта.

## Пример
Рассмотрим приём сигнала {\displaystyle s(t,\lambda )} на фоне аддитивного гауссовского белого шума {\displaystyle n(t)}. В этом случае принимаемое колебание {\displaystyle \xi (t)} будет равно:
{\displaystyle \xi (t)=s(t,\lambda )+n(t)},
где {\displaystyle \lambda } — неизвестный непрерывный параметр сигнала {\displaystyle s(t,\lambda )}, который в общем случае является векторным.
Предположим, что колебание принимается в дискретные моменты времени {\displaystyle t_{1}}, … , {\displaystyle t_{n}}. Тогда информация о неизвестном параметре {\displaystyle \lambda } будет содержаться в дискретной последовательности случайных величинах {\displaystyle \xi (t_{1})}, … , {\displaystyle \xi (t_{n})}, а именно в апостериорной вероятности {\displaystyle P_{p}}{\displaystyle _{s}(\lambda )}:
{\displaystyle P_{p}}{\displaystyle _{s}(\lambda )=P(\lambda |\xi (t_{1}),...,\xi (t_{n}))}